# Новоозерська сільська рада
Новоозе́рська сільська рада (рос. Новоозёрский сельский совет) — сільське поселення у складі Тальменського району Алтайського краю Росії.
Адміністративний центр — селище Озерки.

## Населення
Населення — 5132 особи (2019; 5055 в 2010, 4557 у 2002).

## Склад
До складу сільської ради входять:
| Населений пункт    | Населення, осіб (2002) | Населення, осіб (2010) |
| ------------------ | ---------------------- | ---------------------- |
| Восточний, селище  | 640                    | 641                    |
| Озерки, селище     | 3741                   | 4209                   |
| Литвиновка, селище | 176                    | 205                    |